# Tyson Foods
Tyson Foods, Inc. (NYSE: TSN) er et amerikansk multinationalt selskab baseret i Springdale i Arkansas, som driver forretninger i fødevareindustrien. Virksomheden omsatte i 2019 for 43,185 mia. USD,
hvilket gør den til verdens næststørste kødkoncern. Tyson Foods sælger forarbejdet kød som kylling, oksekød og svinekød. Virksomheden driver fødevaremærker som Jimmy Dean, Hillshire Farm, Ball Park, Wright Brand, Aidells og State Fair.
Virksomheden blev etableret af John W. Tyson i 1935. I 2019 var der 141.000 ansatte, heraf 122.000 i USA.